# Jordan Nwora
Jordan Nwora (Buffalo, 9 settembre 1998) è un cestista statunitense con cittadinanza nigeriana.

## Biografia
È il figlio dell'allenatore Alex Nwora.

## Carriera

### High school
Ha iniziato a giocare a basket alla Amherst Central High School nella stagione 2013-2014, prima di trasferirsi alla Park School of Buffalo per due stagioni.  Alla Park School ha tirato al 42% da tre punti portando i Pioneers al campionato di Classe B della Federazione dello Stato di New York, con una media di 21,5 punti, 6,5 rimbalzi, 2,4 palle recuperate e 1,4 assist. La sua seconda stagione alla Park School lo ha visto aumentare tutte le sue medie stagionali, realizzando 23,4 punti, 10,1 rimbalzi, 2,3 recuperi e 1,8 assist. Ha guadagnato gli onori di First Team All-Centercourt sia nel suo junior che nel seniorstagioni suonando alla Park School. Nwora ha continuato la sua carriera di preparatore per un'altra stagione, dove ha segnato oltre 500 punti alla Vermont Academy, segnando una media di 18,7 punti e 5,3 rimbalzi nella stagione 2016-2017.

### College
È entrato a far parte dei Louisville Cardinals nel 2018. Nella sua stagione da matricola, ha segnato una media di 5,7 punti, 2,2 rimbalzi e 0,4 assist a partita.
Durante la sua seconda stagione è diventato un titolare permanente della squadra sei partite nella stagione. Ha ottenuto una media di 17,0 punti, 7,6 rimbalzi e 1,3 assist a partita, diventando il secondo giocatore più migliorato nella NCAA e nominato giocatore più migliorato nell'ACC.
È stato nominato giocatore ACC pre-campionato dell'anno. Il 29 gennaio 2020 ha segnato 37 punti e ha aggiunto nove rimbalzi nella vittoria per 86-69 contro il Boston College. Al termine della stagione regolare è stato inserito nel First Team All-ACC, classificandosi secondo nel giocatore dell'anno votando a Tre Jones. Da junior ha avuto una media di 18 punti e 7,7 rimbalzi a partita con il 44% dal campo. Dopo la stagione, ha dichiarato la sua eleggibilità per il Draft NBA 2020.

### NBA

#### Milwaukee Bucks (2020-)
Nwora è stato selezionato con la 45ª scelta assoluta dai Milwaukee Bucks nel Draft NBA 2020. Il 24 novembre 2020, i Milwaukee Bucks hanno annunciato di aver firmato Nwora.

## Statistiche
| † | Denota le stagioni in cui ha vinto il titolo |

### NCAA
| Anno      | Squadra              | PG | PT | MP   | TC%  | 3P%  | TL%  | RP  | AP  | PRP | SP  | PP   |
| --------- | -------------------- | -- | -- | ---- | ---- | ---- | ---- | --- | --- | --- | --- | ---- |
| 2017-2018 | Louisville Cardinals | 28 | 0  | 12,0 | 46,4 | 43,9 | 76,9 | 2,2 | 0,4 | 0,6 | 0,1 | 5,7  |
| 2018-2019 | Louisville Cardinals | 34 | 29 | 31,9 | 44,6 | 37,4 | 76,5 | 7,6 | 1,3 | 0,9 | 0,4 | 17,0 |
| 2019-2020 | Louisville Cardinals | 31 | 30 | 33,1 | 44,0 | 40,2 | 81,3 | 7,7 | 1,3 | 0,7 | 0,3 | 18,0 |
| Carriera  | Carriera             | 93 | 59 | 26,3 | 44,5 | 39,4 | 78,5 | 6,0 | 1,0 | 0,8 | 0,2 | 13,9 |

#### Massimi in carriera
- Massimo di punti: 37 vs Boston (29 gennaio 2020)[2]
- Massimo di rimbalzi: 14 vs Indiana (8 dicembre 2018)
- Massimo di assist: 4 (4 volte)
- Massimo di palle rubate: 4 vs Georgia Tech (8 febbraio 2018)
- Massimo di stoppate: 2 (2 volte)
- Massimo di minuti giocati: 44 vs Florida State (9 febbraio 2019)

### NBA

#### Regular Season
| Anno       | Squadra         | PG  | PT | MP   | TC%  | 3P%  | TL%  | RP  | AP  | PRP | SP  | PP   |
| ---------- | --------------- | --- | -- | ---- | ---- | ---- | ---- | --- | --- | --- | --- | ---- |
| 2020-2021† | Milwaukee Bucks | 30  | 2  | 9,1  | 45,9 | 45,2 | 76,0 | 2,0 | 0,2 | 0,5 | 0,2 | 5,7  |
| 2021-2022  | Milwaukee Bucks | 62  | 13 | 19,1 | 40,3 | 34,8 | 83,7 | 3,6 | 1,0 | 0,4 | 0,3 | 7,9  |
| 2022-2023  | Milwaukee Bucks | 38  | 3  | 15,7 | 38,6 | 39,2 | 86,0 | 3,1 | 1,0 | 0,3 | 0,2 | 6,0  |
| 2022-2023  | Indiana Pacers  | 24  | 11 | 24,6 | 47,6 | 42,2 | 72,1 | 4,7 | 2,1 | 0,5 | 0,3 | 13,0 |
| 2023-2024  | Indiana Pacers  | 18  | 0  | 10,2 | 45,1 | 30,6 | 81,8 | 1,8 | 1,0 | 0,3 | 0,1 | 5,2  |
| 2023-2024  | Toronto Raptors | 34  | 1  | 15,6 | 46,5 | 34,7 | 83,3 | 3,4 | 1,3 | 0,6 | 0,4 | 7,9  |
| Carriera   | Carriera        | 206 | 30 | 16,3 | 43,3 | 37,6 | 80,7 | 3,2 | 1,0 | 0,4 | 0,2 | 7,6  |

#### Play-off
| Anno     | Squadra         | PG | PT | MP  | TC%  | 3P%  | TL%  | RP  | AP  | PRP | SP  | PP  |
| -------- | --------------- | -- | -- | --- | ---- | ---- | ---- | --- | --- | --- | --- | --- |
| 2021†    | Milwaukee Bucks | 5  | 0  | 6,2 | 22,2 | 25,0 | 71,4 | 1,8 | 0,2 | 0,0 | 0,2 | 3,0 |
| 2022     | Milwaukee Bucks | 8  | 0  | 2,5 | 22,2 | 0,0  | 0,0  | 0,4 | 0,3 | 0,0 | 0,0 | 0,5 |
| Carriera | Carriera        | 13 | 0  | 3,9 | 22,2 | 16,7 | 55,6 | 0,9 | 0,2 | 0,0 | 0,1 | 1,5 |

#### Massimi in carriera
- Massimo di punti: 34 vs Chicago Bulls (16 maggio 2021)[3]
- Massimo di rimbalzi: 14 vs Chicago Bulls (16 maggio 2021)
- Massimo di assist: 6 (2 volte)
- Massimo di palle rubate: 3 (2 volte)
- Massimo di stoppate: 2 (5 volte)
- Massimo di minuti giocati: 44 vs Cleveland Cavaliers (10 aprile 2022)

## Palmarès
- Campionato NBA: 1

Milwaukee Bucks: 2021
- Coppa del Presidente: 1

Anadolu Efes: 2024